# Markus Wuckel
Markus Wuckel (5 aprile 1967) è un ex calciatore tedesco orientale dal 1990 tedesco, di ruolo attaccante.

## Statistiche

### Cronologia presenze e reti in nazionale
| Cronologia completa delle presenze e delle reti in nazionale ― Germania Est | Cronologia completa delle presenze e delle reti in nazionale ― Germania Est | Cronologia completa delle presenze e delle reti in nazionale ― Germania Est | Cronologia completa delle presenze e delle reti in nazionale ― Germania Est | Cronologia completa delle presenze e delle reti in nazionale ― Germania Est | Cronologia completa delle presenze e delle reti in nazionale ― Germania Est | Cronologia completa delle presenze e delle reti in nazionale ― Germania Est | Cronologia completa delle presenze e delle reti in nazionale ― Germania Est |
| Data                                                                        | Città                                                                       | In casa                                                                     | Risultato                                                                   | Ospiti                                                                      | Competizione                                                                | Reti                                                                        | Note                                                                        |
| --------------------------------------------------------------------------- | --------------------------------------------------------------------------- | --------------------------------------------------------------------------- | --------------------------------------------------------------------------- | --------------------------------------------------------------------------- | --------------------------------------------------------------------------- | --------------------------------------------------------------------------- | --------------------------------------------------------------------------- |
| 29/04/1987                                                                  | Kiev                                                                        | Unione Sovietica                                                            | 2 – 0                                                                       | Germania Est                                                                | Qual. Euro 1988                                                             | -                                                                           | 70’                                                                         |
| 12/04/1989                                                                  | Magdeburgo                                                                  | Germania Est                                                                | 0 – 2                                                                       | Turchia                                                                     | Qual. Mondiali 1990                                                         | -                                                                           | 64’                                                                         |
| 24/01/1990                                                                  | Madinat al-Kuwait                                                           | Francia                                                                     | 3 – 0                                                                       | Germania Est                                                                | Kuwait Tournament                                                           | -                                                                           | 46’                                                                         |
| 26/01/1990                                                                  | Madinat al-Kuwait                                                           | Kuwait                                                                      | 1 – 2                                                                       | Germania Est                                                                | Kuwait Tournament                                                           | 2                                                                           |                                                                             |
| Totale                                                                      |                                                                             | Presenze                                                                    | 4                                                                           |                                                                             | Reti                                                                        | 2                                                                           |                                                                             |

## Palmarès

### Club

#### Competizioni nazionali
- Fußball-Regionalliga: 1

Arminia Bielefeld: 1994-1995